# Roja i Negra
La Roja i Negra va ser la cinquena columna miliciana, organitzada en 1936 per la CNT-FAI a Barcelona i que va lluitar al front d'Aragó durant l'aixecament Nacional militar feixista a Espanya.
De vegades ha estat confosa amb les columnes anarquistes Ascaso i Aguiluchos, a Osca, a les quals va ajudar al setembre de 1936, o també amb la columna Ortiz, que en alguns momens també va ser anomenada columna roja i negra.